# Jelena Rusjan
Jelena Rusjan, performerka, režiserka, plesalka, glasbenica in oblikovalka tekstilij, * 1979, Beograd, Srbija. Živi in dela v Ljubljani.

### Življenje
Po končani srednji baletni šoli v Beogradu se je vpisala na tamkajšnjo Akademijo za dramsko umetnost. Kasneje se je prepisala na Akademijo scenskih umetnosti v Sarajevu in na tamkajšnjem oddelku za igro tudi diplomirala. V Sarajevu je delala nekaj časa, leta 2004 pa se je s takratnim partnerjem, sedanjim možem Miranom Rusjanom preselila v Ljubljano. Glasba je bila del njenega odraščanja, saj je bila njena mama profesorica klavirja. V glasbeni šoli je Jelena Rusjan igrala violino, v baletni šoli pa klavir.

## Delo
Na slovenski neodvisni sceni deluje kot vsestranska umetnica, ki nastopa takona gledaliških kot glasbenih odrih. Ustanovila je tudi lastno blagovno znamko KreaturA, pod katero ustvarja izdelke iz blaga.

### Gledališče
V vlogi režiserke se je prvič znašla leta 2009 z družbeno angažirano gledališko-glasbeno predstavo Škrip Orkestra v produkciji Gledališča Glej. Predstava je bila uvrščena v spremljevalni program Borštnikovega srečanja v Mariboru, gostovala pa v Gerald W. Lynch Theatru in A.R.T./NY South Oxford Space v New Yorku. Leta 2013 je v koprodukciji z Masko in CUK Kino Šiška in v sodelovanju z Bunkerjem režirala in nastopala v predstavi Škrip Inc., ki je bila uvrščena v spremljevalni program tedna slovenske drame v Kranju. Škrip trilogijo je leta 2016 sklenila z glasbeno-gledališko predstavo ÜberŠkrip v Slovenskem mladinskem gledališču.
Kot igralka in plesalka je sodelovala v naslednjih predstavah:
- Galerija mrtvih žensk (Mala Kline in Maja Delak),
- Drage drage (Maja Delak),
- Večna medikacija (Marijs Boulogne in Simona Semenič),
- Iz Principa (Jure Novak),
- Rdeče (Martin Kočovski),
- Kdo je naslednji (Janez Janša (režiser))
- Svinje (Renata Vidić)
- Zraka! (Janez Janša)

### Glasba
Na glasbenih odrih nastopa v vlogah pevke in basistke. Ko se je preselila v Ljubljano, je pela in kasneje igrala bas v skupini Mistits, kjer so preigravali pesmi ameriških pankerjev Misfits. Leta 2013 je s skupino Trus! izdala prvenec First Step, ki je bil na Založbi Radia Študent izbran kot domača plošča leta. Trenutno nastopa v samo ženski zasedbi Napravi mi dete, Trus! in Lelee, pa tudi v novi postavi kultne jugoslovanske skupine Borghesia, ki se je po dvajsetih letih vrnila na odre in izdala nov album Proti kapitulaciji.